# 龍線蟲科
龍線蟲科（學名：Dracunculidae），亦作龍線科，是旋尾亞目之下地位未定的一個科級分類單元。舊屬驼形线虫目，但現時原來驼形线虫科亦已併入旋尾下目之下，WoRMS列作地位未定，而維基物種將龍線蟲科所屬的龍線蟲總科（Dracunculoidea）獨立出來成為旋尾亞目之下的龍線蟲下目。

## 分類
本科只有兩個屬：
- 龍線蟲屬
  - Dracunculus insignis
  - Dracunculus lutrae
  - 麦地那龙线虫 Dracunculus medinensis：麦地那龙线虫病的元兇
  - Dracunculus oesophageus
  - Dracunculus sp. V3104
- Micropleura屬
  - Micropleura australiensis

## 外部連結
- 維基物種上的相關：龍線蟲科